# Опач (Польща)
Опач (пол. Opacz) — село в Польщі, у гміні Констанцин-Єзьорна Пясечинського повіту Мазовецького воєводства.
Населення — 384 особи (2011).
У 1975-1998 роках село належало до Варшавського воєводства.

## Демографія
Демографічна структура станом на 31 березня 2011 року:
|          | Загалом | Допрацездатний вік | Працездатний вік | Постпрацездатний вік |
| -------- | ------- | ------------------ | ---------------- | -------------------- |
| Чоловіки | 187     | 38                 | 125              | 24                   |
| Жінки    | 197     | 28                 | 114              | 55                   |
| Разом    | 384     | 66                 | 239              | 79                   |